# To (film, 2017)
To (v anglickém originále It) je hororový film z roku 2017, natočený podle stejnojmenného románu Stephena Kinga. Režie filmu se ujal argentinský režisér Andy Muschietti. Scénář napsali Chase Palmer, Cary Joji Fukunaga a Gary Dauberman. Jde o jeden ze dvou filmů vyprávějící příběh sedmi dětí z amerického městečka Derry, které se stanou oběťmi démonického klauna Pennywise, jenž ztělesňuje jejich vnitřní démony.
To mělo premiéru v Los Angeles 5. září 2017. Po vydání lámal kasovní rekordy a s celosvětovými tržbami 700,4 milionů dolarů jej dělá nejvýdělečnějším hororem všech dob, čímž překonal i Vymítače ďábla s celkovými tržbami 441 milionů dolarů. Kromě kasovního úspěchu získal film také pozitivní kritiky a to především za herecké výkony, režii, hudbu a celkový vizuál. Mnoho kritiků jej označilo jako jednu z nejlepších filmových adaptací Stephena Kinga. Sám autor byl z filmu nadšený.
Sequel To Kapitola 2 měl premiéru 6. září 2019.

## Obsazení
| Jaeden Martell (dabing Jan Köhler)        | William „Bill" Denbrough |
| Sophia Lillis (dabing Sabina Rojková)     | Beverly „Bev" Marsh      |
| Finn Wolfhard (dabing Jindřich Žampa)     | Richard „Richie" Tozier  |
| Jack Dylan Grazer (dabing Matěj Havelka)  | Edward „Eddie" Kaspbrak  |
| Jeremy Ray Taylor (dabing Antonín Švejda) | Benjamin „Ben" Hanscom   |
| Chosen Jacobs (dabing Roman Hajlich)      | Michael „Mike" Hanlon    |
| Bill Skarsgård (dabing Rudolf Kubík)      | Pennywise                |
| Wyatt Oleff (dabing Jan Rimbala)          | Stanley „Stan" Uris      |
| Nicholas Hamilton (dabing Tomáš Materna)  | Henry Bowers             |
| Owen Teague                               | Patrick Hockstetter      |
| Jackson Robert Scott                      | Georgie Denbrough        |
| Logan Thompson                            | Victor „Vic" Criss       |
| Jake Sim                                  | Reginald „Belch" Huggins |
| Steven Williams                           | Leroy Hanlon             |
| Stephen Bogaert (dabing Zdeněk Mahdal)    | Alvin Marsh              |
| Geoffrey Pounsett                         | Zack Denbrough           |
| Pip Dwyer                                 | Sharon Denbrough         |
| Stuart Hughes                             | Oscar „Butch" Bowers     |
| Megan Charpentier                         | Greta Bowie              |
| Molly Atkinson                            | Sonia Kaspbrak           |
| Ari Cohen                                 | Donald Uris              |
| Joe Bostick                               | Norbert Keene            |